# Wikitravel
Wikitravel ist ein Internet-Projekt mit dem Ziel, einen freien Reiseführer zu erstellen. Wikitravel ist als Wiki konzipiert und verwendet die Software MediaWiki. Um die Inhalte des Wikitravel-Projektes frei zu halten, wurde die Copyleft-Lizenz „Creative Commons Attribution-ShareAlike“ eingesetzt. Das Projekt ist zwar durch die Wikipedia inspiriert, aber kein Schwesterprojekt und wird nicht von der Wikimedia Foundation betrieben. Ehemalige Wikitravel-Autoren gründeten die Plattform Wikivoyage, die seit Januar 2013 offiziell ein Schwesterprojekt der Wikipedia ist.

## Geschichte
Wikitravel startete im Juli 2003 in englischer Sprache. Es wurde von Evan Prodromou und Michele Ann Jenkins gegründet. Eine deutschsprachige Version folgte am 7. Oktober 2004. Im April 2007 existierten 15 Sprachvarianten, nämlich (nach Größe absteigend sortiert) Englisch, Italienisch, Deutsch, Japanisch, Französisch, Portugiesisch, Spanisch, Schwedisch, Niederländisch, Katalanisch, Rumänisch, Esperanto, Ungarisch, Polnisch, Finnisch und Hindi. Es kamen eine russische und eine chinesische Version hinzu. 
Am 20. April 2006 wurde der Verkauf der Domain wikitravel.org an das Unternehmen Internet Brands bekannt gegeben. Da dieses angekündigt hat, auf Wikitravel Werbung zu schalten, und wegen wachsender Unzufriedenheit über den Führungsstil des Projekts haben sich die meisten deutschsprachigen Administratoren und einige Autoren dazu entschlossen, unter dem Namen Wikivoyage eine Abspaltung zu erstellen. Man übernahm mit 2950 Artikeln den gesamten Bestand des deutschsprachigen Wikitravel und seit Dezember 2006 läuft Wikivoyage eigenständig. 
Am 1. Mai 2007 gewann Wikitravel den Webby Award in der Kategorie „Reisen“. 2007 wurde Wikitravel Extra gestartet. Hier können Benutzer Blogs schreiben und über ihre persönlichen Reiseerfahrungen diskutieren. Seit dem 1. April 2008 finanziert sich Wikitravel über Google-Werbung.
Seit 2010 gehört das Mutterunternehmen Internet Brands Inc. zur Private-Equity-Gesellschaft Hellman & Friedman.